# 네모토 야요이
네모토 야요이(일본어: 根本 弥生, 1992년 2월 24일 ~ )는 일본의 모델이다.